# Джордж Клінтон
Джордж Клінтон (англ. George Clinton; 26 липня 1739—20 квітня 1812) — учасник війни за незалежність США, урядовець. Делегат Континентального конгресу, губернатор штату Нью-Йорк, генерал Континентальної армії.

## Ранні роки та участь у Революції
Джордж Клінтон народився 26 липня 1739 року в невеликому поселенні Літл Брітн в окрузі Орандж штату Нью-Йорк. Його політичні погляди та інтереси були щеплені його батьком — Чарльзом Клінтоном, який був ірландським іммігрантом з графства Лонгфорд Ірландії, він був членом Нью-йоркських колоніальних зборів. Джордж Клінтон був братом генерала Джеймса Клінтона і дядьком ДеВітта Клінтона — майбутнього губернатора Нью-Йорка. Джордж Клінтон не є родичем 42-го президента США Білла Клінтона (при народженні носив прізвище Блайт).
У 18 років він вступив на службу в британську Армію під час Франко-індіанської війни, і з часом дослужився до звання лейтенанта. Потім він почав вивчати право, і згодом став секретарем у суді загальногромадянських позовів, а також працював в колоніальних зборах. Пізніше він був обраний у Континентальний Конгрес, де проголосував за Декларацію незалежності США, але був викликаний Джорджем Вашингтоном для служби бригадним генералом народного ополчення і повинен був виїхати перед підписанням.
Клінтон був відомий своєю ненавистю до лоялістів — він застосовував конфіскацію і продаж їхнього майна, щоб допомогти придушити податки. Він був прихильником і другом Джорджа Вашингтона, він поставляв продовольство військам під час важкої зимівлі в Веллі-Фордж. Він приїхав разом з Вашингтоном на першу інавгурацію і дав урочистий обід на честь цієї події.

## Політична кар'єра
В 1759 році Клінтон був призначений секретарем округу Ольстер штату Нью-Йорк, цю посаду він обіймав протягом наступних п'ятдесяти двох років. Він був членом Нью-Йоркських провінційних зборів від округу Ольстер з 1768 до 1776 року. Він став першим обраним губернатором Нью-Йорка в 1777 році, і був переобраний шість разів, перебуваючи на цій посаді до 1795 року.
В 1783 році в Добс-Феррі Клінтон і Вашингтон провели переговори з генералом Гаєм Карлтоном щодо виведення британських військ з їхніх місць дислокування у Сполучених Штатах.
У 1787—1788 роках Клінтон публічно виступав проти прийняття нової Конституції Сполучених Штатів. Герберт Сторінг ототожнив з Клінтоном автора, який писав під псевдонімом «Cato» антифедералістські есе, що з'явилися в нью-йоркських газетах під час дебатів з приводу ратифікації конституції. Однак авторство есе поставлено під сумнів. Клінтон відкликав свої заперечення тільки після того, як «Білль про права» був схвалений.
В 1792 році він був висунутий щойно створеною Джефферсоном «республіканською» партією в кандидати на пост віцепрезидента США. Республіканці, підтримавши разом з більшістю висування Вашингтона на другий президентський термін, виступили проти кандидатури на пост віцепрезидента Джона Адамса, підозрюючи його в монархічних поглядах. Клінтон був висунутий замість Томаса Джефферсона, оскільки в такому випадку Джефферсон і Вашингтон представляли б один штат — Вірджинія, що не допускається виборчим законодавством. Клінтон отримав 50 голосів вибірників проти 77 у Адамса. Кандидатура Клінтона була дискредитована його антифедералістськими виступами і його спірним, лише з невеликою перевагою, переобранням на посаду губернатора у 1792 році(він переміг тільки з перевагою в 108 голосів, а голоси від округу Отсего, де більшість виборців були налаштовані проти Клінтона, не були враховані з технічних причин).
У 1795 році він не став переобиратися на пост губернатора. З того часу не обіймав жодного державного посту, поки він не був обраний у Асамблею штату Нью-Йорк в 1800 і 1801 роках. В 1801 році він був ще раз обраний губернатором, і прослужив на цій посаді до 1804 року. В цілому він перебував на цій посаді 21 рік, і він є губернатором штату, який знаходився на посаді найдовше.
Клінтон був знову висунутий кандидатом на пост віцепрезидента США при Джефферсоні на президентських виборах 1804 року і цього разу був обраний, змінивши на цьому посту Аарона Берра. Він займав пост четвертого віцепрезидента Сполучених Штатів, спочатку при Джефферсоні з 1805 до 1809 року, а потім при Джеймсі Медісоні з 1809 р. до своєї смерті від інфаркту міокарда у 1812 році. Клінтон був першим віцепрезидентом, померлим на посаді.
Клінтон був одним із двох віцепрезидентів, що займали посаду при двох різних президентах (другим був Джон Колдвелл Келхун).
Клінтон був кандидатом на пост президента на виборах 1808 року, отримавши шість голосів вибірників від крила Демократично-Республіканської партії, яка поставилася непохвально до Джеймса Медісона. Він зайняв третє місце після Медісона і Чарлза Котсворта Пінкні від Федералістської партії.
Спочатку він був похований у Вашингтоні, але в 1908-му його перепоховали  в Кінгстоні, штат Нью-Йорк.

## Сім'я
7 лютого 1770 року Клінтон одружився з Сарою Корнелією Теппен (померла в 1800). У них було п'ять дочок і один син:
1. Кетрін Клінтон (5 листопада 1770 — 10 січня 1811). Перший чоловік: Джон Тейлор, другий: П'єр Ван Кортленд-молодший — син віцегубернатора Нью-Йорка П'єра Ван Кортленда.
2. Корнелія Теппен Клінтон (29 червня 1774 — 28 березня 1810). Дружина Едмона-Шарля Жене, французького посланця в США.
3. Джордж Вашингтон Клінтон (18 жовтня 1778 — 27 березня 1813). Був одружений з Анною Флойд, дочкою Вільяма Флойда. (шурин — конгресмен Бенджамін Толлмедж)
4. Елізабет Клінтон (10 липня 1780 — 8 квітня 1825). Дружина Маттіаса Б. Толлмеджа.
5. Марта Вашингтон Клінтон (12 жовтня 1783 — 20 лютого 1795).
6. Марія Клінтон (6 жовтня 1785 — 17 квітня 1829). Одружена зі Стівеном Д. Бікменом — онуком П'єра Ван Кортленда і Джоанни Лівінгстон.

## Спадщина
На честь Джорджа Клінтона назвали: округ Клінтона в штаті Нью-Йорк, округ Клінтона в штаті Міссурі, округ Клінтона в штаті Огайо, поселення Клінтон в окрузі Онейда в штаті Нью-Йорк і місцевість біля Гамільтонського коледжу. У Вашингтоні округу Колумбії встановили позолочену кінну статую Клінтона на Коннектикут-Авеню. У 1873 році штат Нью-Йорк подарував бронзову статую Клінтона залу Національної скульптурної Колекції в Капітолії.
Міст між Рінікліфф і Кінгстон в Нью-Йорку назвали мостом Джорджа Клінтона.